# Weimar
Weimar è una città extracircondariale della Turingia, in Germania. È uno dei maggiori centri culturali della Germania e appartiene al Patrimonio dell'umanità dell'UNESCO con i siti Weimar classica e Il Bauhaus e i suoi siti a Weimar e Dessau. Nelle sue vicinanze, a circa 8 km, si trovava il campo di concentramento di Buchenwald dove, fra il 1937 e il 1943 furono uccise più di 54 000 persone, ospitante ora un centro di memorie e di documentazione.
Il nome di Weimar è associato anche alla cosiddetta Repubblica di Weimar, nome dato al governo della Germania nel periodo che va dal 1919 al 1933, cioè dalla fine della prima guerra mondiale alla presa del potere da parte dei nazionalsocialisti. Il nome è dovuto al fatto che il Congresso nazionale, per approvare la nuova costituzione della repubblica tedesca, si riunì proprio a Weimar, nel Deutsches Nationaltheater.

## Geografia fisica
Weimar è bagnata dal fiume Ilm, e si trova a circa 200 metri di altitudine nel centro della Turingia. Il fiume Ilm scorre dalla parte sudorientale del territorio comunale, in corrispondenza di Taubach, passando per Oberweimar e il centro storico fino alla parte nordorientale, al di sotto di Tiefurt.
Nella parte settentrionale del territorio di Weimar si trova il colle di Ettersberg, che con i suoi 478 metri s.l.m. di altitudine è il colle più alto nel bacino della Turingia e si estende per circa otto chilometri da Ottstedt am Berge a ovest fino a Schöndorf a est. Il colle di Ettersberg è coperto dai boschi di Buchenwald e Eichenmischwald. Sul lato che guarda verso la città si trova il monumento commemorativo del Campo di concentramento di Buchenwald.
Nella parte meridionale della città si trova il deposito di pietra arenaria di Tannroda. Non lontano passa l'autostrada n. 4, a nord della quale si trova la frazione Gelmeroda e, a sud, i paesi di Legefeld e Possendorf. Il bosco di Belvedere è, dopo quello di Ettersberg, il secondo della città.
La superficie del territorio comunale è di tredici chilometri in direzione nord-sud e di nove in direzione est-ovest. Le città più vicine sono Erfurt, situata a circa 20 chilometri a ovest; Jena, a circa 20 chilometri in direzione est; Apolda a circa 15 chilometri a nord-est e il piccolo centro Bad Berka, a 10 chilometri a sud di Weimar.

### Territorio comunale

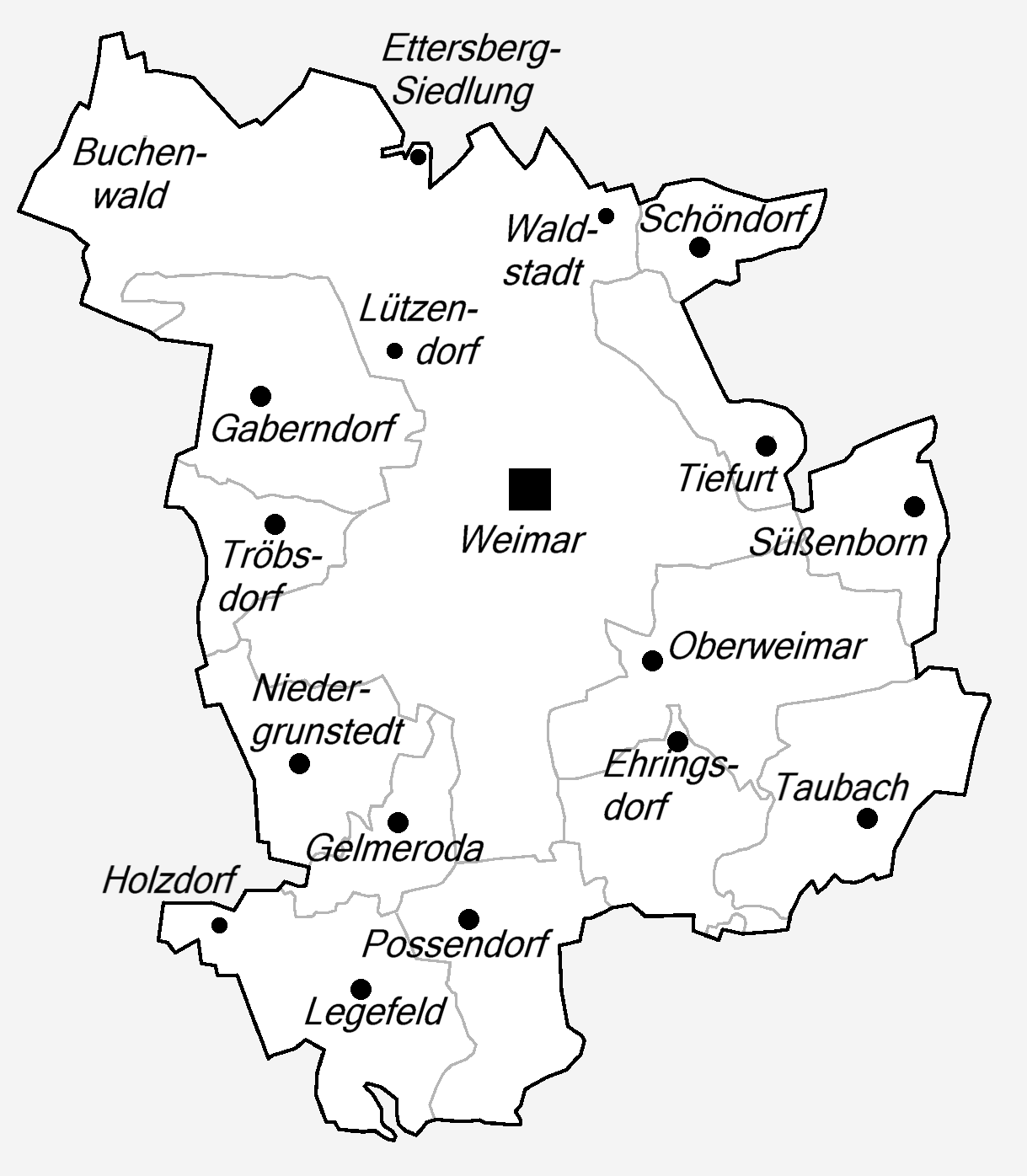
Stadtgliederung

L'insediamento abitativo più antico della città di Weimar è quello compreso tra l'attuale via Graben (che significa "fossato"), Schillerstraße e il castello, che ha come cuore Marktplatz e Herderplatz. Il Jakobsviertel (quartiere di San Giacomo), situato a nord del Graben fino a Friedensstraße, fu compreso nelle mura cittadine già in epoca medievale.
In epoche successive la città si estese oltre i suoi confini medievali e le mura cittadine vennero demolite. Nell'Ottocento e all'inizio del Novecento si ebbe una significativa espansione della città in tutte le direzioni: tra il centro e la ferrovia si formò così il quartiere noto come Nordvorstadt, che ha come arterie principali le strade che portano a Ettersburg e a Buttelstedt; a ovest, tra la Schwanseestraße e la Humboldtstraße, sorse l'elegante quartiere della Westvorstadt; a sud la Südstadt, compresa tra la Berkaer Straße e la Belvederer Allee; infine a est, lungo la Jenaer Straße, sorse la Parkvorstadt.
Tra la prima e la seconda guerra mondiale si formarono numerosi insediamenti abitativi alla periferia della città. Ai tempi della Repubblica Democratica Tedesca non si registrò un significativo aumento della popolazione, dovuto anche alla scarsa presenza di industrie.
Dopo il 1990 furono costruiti numerosi complessi residenziali nei quartieri nuovi di Gaberndorf, Süßenborn e Legefeld.

#### Suddivisione amministrativa
Weimar è divisa in 21 ripartizioni (Stadtteil), corrispondenti a 10 quartieri urbani (Stadtbezirk) e a 11 frazioni.
| Quartiere/frazione                   | Abitanti (31 dicembre 2007) | Superficie (km²) | Abitanti per km² | Annessione al comune |
| ------------------------------------ | --------------------------- | ---------------- | ---------------- | -------------------- |
| Centro storico (Altstadt)            | 3 756                       |                  |                  |                      |
| Nordvorstadt                         | 8 827                       |                  |                  |                      |
| Parkvorstadt                         | 3 176                       |                  |                  |                      |
| Westvorstadt                         | 9 783                       |                  |                  |                      |
| Nordstadt                            | 5 474                       |                  |                  |                      |
| Südstadt                             | 3 611                       |                  |                  |                      |
| Weststadt                            | 5 534                       |                  |                  |                      |
| Nord (stabilimenti industriali)      | 1 154                       |                  |                  |                      |
| West (stabilimenti industriali)      | 167                         |                  |                  |                      |
| Schönblick                           | 3 792                       |                  |                  |                      |
| Weimar (quartieri urbani)            | 45 329                      | 35,83            | 1 265,11         |                      |
| Gaberndorf                           | 1 547                       | 6,13             | 252,37           | 1994                 |
| Gelmeroda                            | 418                         | 2,25             | 185,78           | 1994                 |
| Legefeld (con Holzdorf)              | 1 878                       | 5,54             | 338,99           | 1994                 |
| Niedergrunstedt                      | 569                         | 3,89             | 146,27           | 1994                 |
| Oberweimar/Ehringsdorf               | 5 973                       | 11,17            | 534,74           | 1922                 |
| Possendorf                           | 199                         | 4,66             | 42,70            | 1994                 |
| Schöndorf                            | 4 655                       | 1,82             | 2 557,69         | 1939                 |
| Süßenborn                            | 273                         | 2,71             | 100,74           | 1994                 |
| Taubach                              | 1 142                       | 5,28             | 216,29           | 1994                 |
| Tiefurt                              | 602                         | 2,64             | 228,03           | 1922                 |
| Tröbsdorf                            | 1 205                       | 2,55             | 472,55           | 1994                 |
| Weimar (quartieri urbani + frazioni) | 64 720                      | 84,26            | 768,10           |                      |
|                                      | maschi 31 282               | femmine 33 438   |                  |                      |

## Cultura
Weimar fu nel Settecento e nell'Ottocento uno dei maggiori centri della cultura tedesca; vi dimorarono personaggi del calibro di Bach, Goethe, Schopenhauer, Herder, Schiller, Liszt, Wagner, Martersteig e Nietzsche.
Nel 1919 fu sede dell'Assemblea Nazionale, l'assemblea costituente che elaborò la Costituzione tedesca, a impronta democratica.
La scuola d'arte Bauhaus, fondata con l'intento di creare una cultura artistica adeguata alle nuove tecnologie e alle esigenze degli uomini, fu creata da Walter Gropius a Weimar nel 1919, dalla fusione della Scuola Granducale di Arti Plastiche e della Kunstgewerberschule. In questa scuola è possibile ancora oggi studiare architettura e design: alcune delle lezioni si tengono ancora all'interno degli edifici storici, patrimonio dell'UNESCO, ma gli edifici a disposizione dell'Università adesso comprendono un gran numero di laboratori e di blocchi-aule più vasto persino di allora.
Nel 1999 Weimar fu capitale europea della cultura.

### Scuole
Vi sono a Weimar quattro Gymnasien (Licei), quattro Regelschulen, nove Grundschulen (scuole elementari), due Berufsschulen (scuole professionali), tre scuole private di cui una per il sostegno per bambini con disabilità e quattro altri tipi di istituti scolastici.

### Università
- Bauhaus-Universität Weimar (già Kunstakademie Weimar e dopo il 1945 Hochschule für Architektur und Bauwesen) con circa 4 700 studenti in quattro facoltà (Architettura, Ingegneria civile, Design e Scienze della comunicazione). Fu fondata nel 1860 come Großherzoglich-Sächsische Kunstschule Weimar (Scuola granducale di arti plastiche). Nel 1907 si aggiunse la Kunstgewerbeschule Weimar, fondata da Henry van de Velde. Nel 1919 Walter Gropius fuse le due scuole e fondò l'Università del Bauhaus. Gli edifici storici dell'Università nel 1996 sono stati proclamati dall'UNESCO patrimonio dell'umanità.
- Conservatorio di musica Franz Liszt con circa 850 studenti.

### Archivi
- Thüringisches Hauptstaatsarchiv Weimar
- Stadtarchiv (Archivio cittadino)

#### Biblioteche
- Stadtbücherei (Biblioteca cittadina)
- Biblioteca della Duchessa Anna Amalia
- Biblioteca universitaria della Bauhaus-Universität
- Biblioteca del Conservatorio di musica
- DDR-Bücherstube Taubach

#### Associazioni culturali
- Goethe-Gesellschaft
- Associazione dei bibliofili
- Società Italo-Tedesca

## Monumenti
Nella città esistono le case dove vissero Schiller, Goethe, Liszt, che conservano ambienti e ricordi di queste personalità.
I monumenti principali sono: 
- Sankt Peter e Sankt Paul chiesa tardogotica con arredi barocchi conosciuta anche come Herderkirche (chiesa di Herder) dal nome del poeta e letterato Herder che predicò in questa chiesa e vi è sepolto.
- Biblioteca Anna Amalia, palazzo manierista noto come Grünes Schloss (castello verde) che fu trasformato nella biblioteca della duchessa Anna Amalia nel 1761-62 e vanta un cortile interno di forma ovale in stile rococò considerato fra i più pregevoli d'Europa.
- Casa di Goethe nel Frauenplan
- Casa di Schiller
- Schloss Belvedere residenza estiva ducale della prima metà del XVIII secolo nel parco Belvedere che ha una eccezionale collezione d'arte decorativa del periodo rococò e una collezione di automobili d'epoca.
- Schloss è il grande castello dei duchi di Weimar ricostruito in stile neoclassico per il duca Carlo Augusto con interni originali e bei dipinti di Cranach e Rubens.
- Casa Romana
- Municipio
- Weimarer Stadthaus
- Wittumspalais

## Amministrazione

### Consiglio Comunale (Stadtrat)
Ripartizione dei seggi nel Consiglio Comunale in seguito alle ultime elezioni amministrative del 7 luglio 2009 e dopo la scissione del gruppo Die Linke in due gruppi il 1º novembre 2009:
CDU: 10
weimarwerk bürgerbündnis (lista civica): 8
Alleanza 90/I Verdi: 6
SPD: 6 + 1 (sindaco)
Die Linke: 4
Neue Linke: 4
FDP: 3
NPD: 1

### Sindaco (Oberbürgermeister)
Stefan Wolf (SPD) è stato eletto sindaco alle elezioni del 21 maggio 2006 con il 58,3% dei voti. 
Il suo mandato è cominciato il 1º luglio 2006. Nel 2012 gli viene confermata la carica ma nel 2018 viene sconfitto alle elezioni locali da Peter Kleine che ottiene il 60,3% delle preferenze contro il 21,5% di Wolf.

### Gemellaggi
- Hämeenlinna, dal 1970
- Treviri, dal 1987
- Siena, dal 1994
- Shiraz
- Blois, dal 1995
- Kamienica